# Утік

Мапа Великої Вірменії, на якій позначена провінція Утік.

Утік (вірм. Ուտիք) — історичний регіон в Закавказзі, 12-та провінція Великої Вірменії. На території сучасного Азербайджану, що розташовувався уздовж південного берега середньої течії річки Кури, нижче нинішнього Мінгечауру.
Площа Утіка становить 11315 км ².
У греко-римських авторів — «Отена». Названа так на ім'я місцевого племені утіїв — предків нинішніх удін, іменем якого називався і центр області — гавар (округ) Уті Арандзак (власне Уті). Провінція (вірм. «ашхар» чи інакше «наханг») Утік, крім власне Утіку, мала у своєму складі також і сусідній з ним із заходу Шакашен, тобто всі землі по середній течії Кури.
Клавдій Птолемей, I—II ст.
|  | Області Вірменії в частині укладаються між річками Євфрат, Кіром и Араксом, суть наступна: у Мосхійських гір — Котарзенська […] уздовж річки Кіра — Тосаренська та Отенська |

Стефан Візантійський, VI ст.
|  | Отена — область Вірменії |

Населений Кавказо- та іраномовними племенами Утік був завойований Вірменією в II столітті до нашої ери. Під час заворушень у Вірменії в 360-х рр.. Утік разом з Шакашеном був зайнятий Албанією, але незабаром відбитий спарапетом Мушегом Маміконяном і остаточно відійшов до Албанії в 387 р., при розділі Великої Вірменії.
У наступному столітті албанський цар Ваче в Утіку (і саме в Гаварі Уті) збудував місто Перозабад, або Партала (Барда), що став столицею Албанії. Там же, в Уті, знаходилося «велике село» Каганкатуйк, з якого родом був Мовсес Каганкатваці (VII або X ст.), знаменитий вірменський історик поліетнічної Албанії. У VI—VII ст. Утік значною мірою був вже вірменізований.
Саме мова гаргарейців, тобто утійців, стала письмовою мовою Албанії; Мовсес Каганкатваці, розповідає про створення албанської писемності в таких висловах: "Прибули вони (албанці) до Месропу (Месроп Маштоц, творець вірменського алфавіту) і з ними разом [Месроп] створив письмена для багатого горловими, грубими, варварськими і складного звуками мови гаргарійцев ".
Вірменський географ VII ст. Ананія Ширакаці описує Утік так:
|  | Уті, на захід від Араксу між Арцахом та річкою Кура, має 7 областей, якими володіють албанці: 1. Аранрот, 2. Трі, 3. Ротпаціан, 4. Агуе, 5. Тучкатак, 6. Гардман, 7. Шікашен, 8. Власнк Уті с містом Партавом. Виробляє масличне дерево, (огіркове чи) кітрове дерево, а з птиц зустрічається катак. |

Після відновлення у 886 році вірменської держави гірська частина Утіку була возз'єднана з Вірменією. Розповідаючи про воцаріння Ашота I, Ованес Драсханакертці повідомляє:
|  | Потім він простяг руку до північних меж, підпорядкувавши собі племена, які жили уздовж великих гір Кавказьких, в долинах і глибоких поздовжніх ущелинах. Точно так само він підпорядкував своїй владі всіх без вилучення грубих мешканців Гугарку та розбійних людей Гавара Уті і знищив у них розбій і віроломство, всіх їх привівши до порядку і покірності і поставивши над ними ватажків і ішханів |

Гавар управлявся намісниками вірменського царя.